# آر. ك. سينغ باتل
آر. ك. سينغ باتل (بالإنجليزية: R. K. Singh Patel)‏ هو سياسي هندي، ولد في 3 يوليو 1959. حزبياً، نشط في سماجوادي. وقد انتخب عضو لوك سابها ‏.